# Wolodymyr Lessewytsch

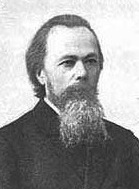
Wolodymyr Lessewytsch, 19. Jahrhundert

Wolodymyr Wiktorowytsch Lessewytsch (ukrainisch Володимир Вікторович Лесевич, russisch Владимир Викторович Лесевич Wladimir Wiktorowitsch Lessewitsch; * 15. Märzjul. / 27. März 1837greg. in Denyssiwka, Gouvernement Poltawa, Russisches Kaiserreich; † 13. Novemberjul. / 26. November 1905greg. in Kiew, Gouvernement Kiew, Russisches Kaiserreich) war ein ukrainischer und russischer Philosoph neupositivistischer Richtung und Ethnologe.

## Leben
Wolodymyr Lessewytsch kam im Dorf Denyssiwka im heutigen Rajon Lubny der ukrainischen Oblast Poltawa als Sohn einer adeligen Familie zur Welt. Er wurde früh Vollwaise und bei Verwandten und seiner Großmutter auf. 1851 schloss er das Gymnasium in Kiew ab und studierte anschließend bis 1856 Ingenieurwissenschaft an der Ingenieurakademie in Sankt Petersburg. Zwischen 1856 und 1859 diente er als Offizier der Russischen Armee in einem Pionierbataillon im Kaukasus, wo er an Kampfhandlungen im Kaukasuskrieg teilnahm. Er absolvierte 1861 die Generalstabsakademie der Russischen Armee in Sankt Petersburg, trat jedoch im darauffolgenden Jahr in den Ruhestand und gründete 1864 in seinem Heimatdorf eine Schule für ukrainische Bauern mit ukrainisch als Unterrichtssprache. Aufgrund dessen wurde die Schule von der Schulverwaltung wieder geschlossen, was von den damaligen Medien, auch international, breit publiziert wurde. Am Ende des Jahrzehnts bereiste er Deutschland und Großbritannien, wo er in London den russischen Philosophen Alexander Herzen traf. In den 1870er Jahren war er in Sankt Petersburg Mitglied der Gesellschaft nüchterner Philosophen und des nach dem russischen Dichter Alexander Olchin (Александр Александрович Ольхин 1839–1897) benannten Olchinsky-Klubs.
Auf den Verdacht hin, Verbindungen zur Narodniki zu haben, verhaftete man ihn 1879 und verbannte ihn zunächst nach Sibirien (Jenisseisk und Krasnojarsk), dann nach Kasan und 1881 in den Kaukasus. 1882 lebte er unter Polizeiaufsicht in Poltawa und in den Jahren 1885 und 1888 in Twer.
Im selben Jahr kehrte er nach Sankt Petersburg zurück, wo er sich dem Kreis von Nikolai Michailowski (Николай Константинович Михайловский 1842–1904) anschloss. In den 1890er Jahren war er Anhänger der Ideen des deutschen Philosophen Richard Avenarius. 1901 unterschrieb er einen Protestbrief gegen die Exekutionen von Studenten in Sankt Petersburg, was ihm die Verbannung aus der Hauptstadt einbrachte. Er zog daraufhin nach Poltawa und lebte im Haus seines Schwiegersohnes Wolodymyr Leontowytsch (Володимир Миколайович  Леонтович 1866–1933). 1902/1903 reiste er nach Italien und Frankreich, wo er am Internationalen Soziologischen Kongress in Paris teilnahm. Seine letzten Lebensjahre verbrachte er in Kiew, wo er 68-jährig starb.
Lessewyts war aktiver Unterstützer der ukrainischen Selbstbestimmung und Nationenbildung und unterhielt Kontakt unter anderem zu Mychajlo Drahomanow, Iwan Franko und Mychajlo Hruschewskyj.